# آرون آرمسترانگ
آرون آرمسترانگ (انگلیسی: Aaron Armstrong؛ زادهٔ ۱۴ اکتبر ۱۹۷۷) دونده اهل ترینیداد و توباگو است.
وی در مسابقات کشوری و بین‌المللی در مجموع برندهٔ ۱ مدال طلا، ۱ مدال نقره و ۱ مدال برنز شده‌است.